# Opatrinus pullus
Opatrinus pullus is een keversoort uit de familie zwartlijven (Tenebrionidae). De wetenschappelijke naam van de soort is voor het eerst geldig gepubliceerd in 1823 door Sahlberg.